# Alfaro
Alfaro é um município da Espanha 
na província e comunidade autónoma de La Rioja, de área 194,28 km² com população de 9461 habitantes (2004) e densidade populacional de 48,70 hab/km².

## Demografia
| Variação demográfica do município entre 1991 e 2004 | Variação demográfica do município entre 1991 e 2004 | Variação demográfica do município entre 1991 e 2004 | Variação demográfica do município entre 1991 e 2004 |
| --------------------------------------------------- | --------------------------------------------------- | --------------------------------------------------- | --------------------------------------------------- |
| 1991                                                | 1996                                                | 2001                                                | 2004                                                |
| 9315                                                | 9257                                                | 9137                                                | 9461                                                |